# Pametni uređaj
Pametan ili inteligentni uređaj predstavlja tip opreme, instrumenta ili mašine koja poseduje sopstvene računarske sposobnosti. Pametan uređaj je elektronski uređaj koji je bežičan, mobilan (lako prenosiv), poseduje jedinstveni ID putem koga se povezuje na druge uređaje ili mrežu preko protokola kao što su Bluetooth, NFC, WiFi, 3G, 4G, itd. Pametni uređaji prikupljaju podatke iz okruženja i imaju mogućnost prosleđivanja podataka drugim uređajima ili krajnjem korisniku.

U kontekstu Interneta inteligentnih uređaja, u pametne uređaje spadaju: 
- Senzori (uređaji koji mogu da odgovore na nadražaje iz fizičke sredine, kao što su toplota, svetlost, zvuk ili pritisak)[3],
- Aktuatori (uređaji koji izvršavaju fizičke zadatke),
- Mikrokontroleri (mali računari na jednom integrisanom kolu koji sadrže procesorsko jezgro, memoriju, i [[:sh:https://sh.wikipedia.org/wiki/Ulaz/Izlaz%7Culaz/izlaz%5B%5D perifernih uređaja]]),
- Mikroračunari (mali računar sa mikroprocesorom (CPU), memoriju, a [[:sh:https://sh.wikipedia.org/wiki/Ulaz/Izlaz%7Culazno/izlazne%5B%5D (I/O) objekte]])[4] i
- Wearables uređaji (su odeća i modni dodaci koji imaju ugrađen kompjuter i napredne elektronske tehnologije, gde dizajn često ima praktičnu funkcije i svojstva, ali može imati i čisto kritički ili estetski)[5]

Neki od poznatijih pametnih uređaja su pametni telefoni (Apple iPhone, uređaji koji koriste Android OS), fableti i tableti (Apple iPad ili Google Nexus 7), pametni satovi, pametni privesci za ključeve (Prestigio Keys) i merači aktivnosti. Pojam pametnih uređaja se takođe može odnositi na uređaj koji ima odlike sveprisutnog računarstva, uključujući i veštačku inteligenciju.